# Saint-André-le-Coq
 Saint-André-le-Coq  là một xã thuộc tỉnh Puy-de-Dôme trong vùng Auvergne-Rhône-Alpes miền trung nước Pháp. Xã này nằm ở khu vực có độ cao trung bình 320 mét trên mực nước biển.